# Mikołaj Krzysztof Radziwiłł (1515-1565)
Mikołaj Krzysztof Radziwiłł, soprannominato Il Nero (Nesvizh, 4 febbraio 1515 – Vilnius, 28 maggio 1565), è stato un nobile polacco.

## Biografia
Era il figlio di Jan Radziwiłł, e di sua moglie, Anna Kiszka, figlia di Stanisław Kiszka. Trascorse la sua giovinezza alla corte reale di Cracovia, dove divenne amico intimo del futuro Granduca di Lituania e re di Polonia, Sigismondo II Augusto.

## Carriera
La sua rapida ascesa iniziò dopo il 1544 quando Sigismondo I trasferì il potere del Granducato di Lituania a suo figlio Sigismondo Augusto. Mikołaj è stato in grado di ottenere molta influenza politica grazie alla storia d'amore tra la cugina Barbara Radziwiłł e Sigismondo II Augusto. Questo lo rese uno dei più potenti consiglieri reali. Mikołaj divenne Maresciallo della Lituania, Gran Cancelliere della Lituania, così come Palatino di Vilnius, acquisendo immense ricchezze e divenne il più potente magnate della confederazione di quel tempo.
La crescente influenza della famiglia Radziwiłł fu ulteriormente rafforzata quando nel 1547, durante il suo soggiorno ad Augusta, ricevette dall'Imperatore Carlo V il titolo di Principe del Sacro Romano Impero.
Strinse un'alleanza con suo cugino Mikołaj Radziwiłł "Il Rosso" contro le altre importanti famiglie lituane nella rivalità per il potere nel Gran Ducato. Tutta la famiglia ha sostenuto la causa della sovranità della Lituania e si sono opposti alla crescente unione polacco-lituana.
Nel 1549 partecipò alle ostilità contro i Tartari a Volyn. Nel 1550 ha ricevuto l'incarico di Gran Cancelliere della Lituania. Ha guidato il distaccamento lituano nella vittoria sulle truppe russe nella Battaglia di Ula.
Per coincidenza, nonostante gli stretti legami con la Polonia, fu il principale negoziatore nel negoziato tra il Granducato di Lituania e l'Ordine di Livonia. 
Mikołaj contribuì alla Polonizzazione del Granducato, influenzando altri nobili lituani a seguirlo nell'adottare la cultura polacca - la sua moda, i suoi costumi e la sua lingua.
Era noto per le sue convinzioni religiose, poiché era uno dei più importanti convertiti e sostenitori della fede delle chiese riformate nel Granducato di Lituania. Fornì un sostegno finanziario per la stampa della prima traduzione completa della Bibbia in polacco nel 1563 a Brest-Litovsk, distribuì opere scritte in difesa della fede calvinista, finanziò una chiesa e un college a Vilnius, sosteneva i protestanti istruiti, e in vari altri modi hanno favorito la fede calvinista. È noto per aver scambiato lettere con Giovanni Calvino e aver protetto gli esuli religiosi dall'Italia. Poiché i protestanti hanno sostenuto l'uso delle lingue locali, si ritiene anche che abbia finanziato chiese e scuole lituane.

## Matrimonio
Nel febbraio del 1548, a Sandomierz, sposò Elžbeta Szydłowiecka (1533-1562), figlia del grande cancelliere della corona e governatore di Cracovia, Krzysztof Szydłowiecki. Ebbero otto figli:
- Mikołaj Krzysztof Radziwiłł  (1549-1616)
- Elżbieta Radziwiłł (1550-1591), sposò Mikołaj Mielecki
- Zofia Agnieszka Radziwiłł (?-1597), sposò Achacy Czema
- Anna Magdalena Radziwiłł (1553-1590), sposò Nikolai Tvorovsky-Buchatsky
- Jerzy Radziwiłł (1556-1600)
- Albrycht Radziwiłł (1558-1592)
- Stanisław Pius Radziwiłł (1559-1599)
- Krystyna Radziwiłł (1560-1580), sposò Jan Zamoyski